# Sandtunga
Sandtunga (Pegusa lascaris) är en fisk i familjen tungefiskar som finns i östra Atlanten.

## Utseende
Sandtungan har en oval, avlång kropp. Högersidan, som är ögonsida, är gulbrun med bruna fläckar. Bröstfenan har en stor svart fläck med ljusgul kant. Den liknar sjötungan, och skiljs bäst från denna genom blindsidans stora, rosettliknande näsöppningar. Maximala längden är 40 cm, även om den oftast är omkring 30 cm.

## Vanor
Arten är en bottenfisk som lever på mjuka till halvmjuka bottnar som sand, gyttja eller grus. Vanligtvis håller den sig på 20 till 50 meters djup, men kan förekomma på mellan 5 och 350 m. Den kan bli upp till 13 år gammal. Födan består av ryggradslösa djur som märlkräftor, pungräkor, räkor, musslor och havsborstmaskar.

## Utbredning
Utbredningsområdet omfattar östra Atlanten från Brittiska öarna till Västafrika. Den går in i Medelhavet och Svarta havet. Fynd har rapporterats från Suezkanalen och Azovska sjön.

## Kommersiell användning
Sandtungan är föremål för ett visst fiske i den sydligare delen av sitt utbredningsområde.